# Megahippus
A Megahippus az emlősök (Mammalia) osztályának a páratlanujjú patások (Perissodactyla) rendjéhez, ezen belül a lófélék (Equidae) családjához tartozó kihalt nem.

## Tudnivalók
A Megahippus az Anchitheriinae alcsalád kihalt lóféléje. Az állat 16,3-10,3 millió évvel ezelőtt élt. Mint minden Anchitheriinae-faj, a Megahippus sem érte el a mai lovak alakját. Megahippus maradványokat az Amerikai Egyesült Államok egész területén lehet találni, Montanától Floridáig.

## Rendszerezés
A nembe 2 faj tartozik:
- Megahippus matthewi McGrew, 1938; Stirton, 1940; Tedford & Alf, 1962; Webb, 1969 és Voorhies, 1990 - szinonimája: Hypohippus matthewi Barbour, 1914
- Megahippus mckennai Tedford & Alf, 1962

## Lásd még
- A lovak evolúciója